# Heinz Bigler (muzikant)
Heinz Bigler (Worb, 18 augustus 1934) is een Zwitserse jazz-klarinettist, -altsaxofonist en -pianist.

## Biografie
Bigler trad al in 1951 op het Zürcher Jazzfestival op, waar hij vanaf 1955 regelmatig als klarinettist en saxofonist werd onderscheiden. Rond 1954 begon Bigler met pianist en vibrafonist René Zedi als eerste in Bern bebop te spelen. Hij speelde hier met musici als Peter Giger en Marc Hellman. In 1958 trad Bigler als altsaxofonist in Wenen met Fatty George op. Als een van de eerste Europeanen studeerde hij jazz aan Berklee College of Music. Na zijn terugkeer richtte hij "The Quintet" op, met Franz Biffiger, Umberto Arlati, Kurt Schaufelberger en wisselende contrabassisten (Isla Eckinger, Peter Stumpp en Roger Pfund). In 1964 was hij lid van de Swiss All Stars. Bigler was in 1967 de initiatiefnemer en eerste leider van de Swiss Jazz School. Met docenten van deze school (Joe Haider, Eckinger en Giger) begon hij de groep "Four for Jazz" en trad daarmee internationaal op. In 1973 stopte hij hiermee uit religieuze motieven en trad hij af als leider van de school. Hij speelde later met Sammy Price en de European Allstars van Oscar Klein en was bij Klein's International Chicago Jazz Orchestra actief. Af en toe trad hij als klarinettist in de hotjazz op (met Jean-Pierre Bionda, Mike Goetz, Rolf Rebmann alsook met de Red Hot Peppers). 

## Discografie (selectie)
- Heinz Bigler Quartet: This Thing Called Love (met Vince Benedetti, Eric Peter resp. Isla Eckinger, Billy Brooks) (1973)
- Four for Jazz: Best of Four for Jazz (met Joe Haider, Benny Bailey, Isla Eckinger, Peter Giger) (1970-71)